# DEAD Tube
『DEAD Tube 〜デッドチューブ〜』は、原作：山口ミコト、作画：北河トウタによる日本の漫画。秋田書店の月刊漫画雑誌『チャンピオンRED』にて、2014年6月号にプレ連載版が掲載された後、同年7月号から連載中。2021年6月時点で累計発行部数は180万部を突破している。

## あらすじ
業得学園2年生の町谷智浩は、ある日同学年の美少女真城舞に「自分を撮ってほしい」と持ちかけられたことをきっかけに謎の動画投稿サイト「DEAD Tube」に巻き込まれてゆく。「視聴数を稼ぐためならどんなことでもしてよい」というDEAD Tubeに成り行きで関わっていくうち、智浩自身も異常な性癖をあらわすようになっていき、周辺で凄惨な事件が次々と起きていく。

## 登場人物

### 主要人物
町谷智浩（まちや ともひろ）
主人公。業得学園2年生で映画研究部所属の少年。大人しいいじめられっ子体質で、幼少期から物語序盤に至るまで、智浩の存在を快く思わなかった同級生によって悪質ないじめの標的にされていたが、それを家族に告げようとせず耐えていた。カメラマンとしての腕はよく、映像には拘りを持ち映画にも詳しい。舞に誘われるままDEAD Tubeとの関わりに足を踏み入れ、繰り返される凄惨な事件を眼前にしても撮影を続け「美しく撮ってしまう」という本質を見せ始め、さらに凄惨な場面に興奮を覚える異常な性癖も露にしてゆく。舞の正体を解らないままではあるが、彼女の動きや凄惨な殺人を見続けても、それを「一番綺麗」「看板女優」と言うなど特別視もするようになっている。実は幼少期から動物の死骸などに惹かれて撮影する性癖を持っており、その過程で同じような特性を持つ舞と出会っていた時期があったがその事実を忘れていた。
幼いころに母は亡くなっており、家族は父親と中学生である妹の花菜。後に両名はDEAD Tubeの被害者として、巻き込まれる形でむごたらしい死を遂げることとなる。そして、それを期に智浩はさらにDEAD Tubeへの深度を深め、家族を殺害された憎しみを根源とし、舞と共にDEAD Tubeを壊滅させるために動き始める。
真城舞（ましろ まい）
智浩をDEAD Tubeに誘った水泳部所属の同学年の美少女で、スタイル抜群で巨乳の美少女。智浩を自身と同じ「変態」と呼び、彼の本質を見抜くかのような言動を行いつつ執着を見せる。
目的のためもあって衝動に駆られやすく、凄惨な殺人も人前で裸になることも平然と行うが処女。なぜか強烈な身体能力を備えておいる。主に警棒を使って攻撃するが、素手でも一般人では太刀打ちできないほど強く、3人の男子高校生を殴って血だるまにしたり、屈強な男のパンチを何発も食らったあとも殴り返して一撃で気を失わせるほど。その身体能力を駆使した衝動に赴くままの攻撃・殺人は、智浩からは他の殺人者とは別格の美しさを誇っていると評価されている。
アパートで1人暮らしをしている。DEAD Tubeでは物語開始時点からすでに有名人であり、智浩とコンビ結成後も注目されており、ほかの参加者からは智浩との注目度が上がっている。「孤島編」に登場した手駒曰く、彼女がDEAD Tubeに最初に投稿した動画は自身の家族を全員惨殺したものであるらしく、家庭環境（家族関係）に問題があったことを匂わせる言葉も漏らしている。家族は妹の光と両親で、父はカメラマンだった。
三輪花江（みわ はなえ）
智浩の同級生。ギャルのような見た目だが、作中では普通の少女の部類に入る。DEAD Tubeのルールをよく理解しないまま参加して窮地に陥りかけた際、智浩らの参入で結果的に救われ、以後DEAD Tubeから生き残るため行動をともにする。言葉遣いは粗いが根はお人好しな面もある。中学生の時に姉の交際相手と肉体関係を持った過去がある。舞にはやや複雑な感情を持ちつつも、彼女の実力と狂気はある意味認めている。貧乳であることがコンプレックス。
水野サキ（みずの さき）
業得学園1年生。映画研究部の女優で智浩の後輩。巨乳で眼鏡、外見は大人しそうな少女だが生粋の役者で、実際は強欲な本性を持っている。当初はほかの部員達とともに裏で智浩を馬鹿にしており、部長だった大島佐柳がDEAD Tubeに投稿する作品を撮影するため、ほかの部員とともに彼を罠に嵌めようとしていたが、逆襲され舞に重傷を負わされる。佐柳を始めとしたほかの映研部員らが「映研編」でほとんど死亡したため映研部員の生存者は彼女と智浩だけであり、智浩らに仕事を依頼される関係で行動をともにすることになる。
松村カオル（まつむら かおる）
大学受験を何度も失敗し予備校に通う女性、通称「まっちょん」。眼鏡をかけ三つ編みのおさげヘアーで巨乳。日本刀使い（愛刀の名は「サトシ君」）。最初は学生服のロングスカートとロングブーツ、ゴーグル装着のいでたちでプロデッドチューバー「チーム凶煉座」の一員として登場、トイレで用を足ているとき真城に見つかりバックドロップを食らって敗北（「チーム凶煉座」唯一生存者となる）。その後予備校で有村の誘いを受け「ジャスティスメン」のチームメンバーとなる。マジメ係長を陥れる目的で水野サキと鉢合わせとなり、一緒にマジメ係長宅は行くことに（松村はマジメ係長に処女を捧げることになる）。DEADTubeHouse編ではメインキャラになっている。

### 主要人物の血縁者および近親者
町谷花菜（まちや かな）
智浩の妹で、中学生。明るい性格で、他人からは敬遠されがちな兄を家族として慕っており、常に智浩の身を心配していた。学校にやってきた教師「ジョージ・L」の策略により通っていた中学校が惨劇の場となった挙句、智浩に映像を撮らせる目的でターゲットとされ「チーム凶煉座」のメンバーによって兄の面前で殺害された。
真城光（ましろ ひかり）
舞の妹であり、舞がDEAD Tubeにのめり込む原因を作った人物の1人。物語開始時点で故人。

### 各事件および編毎の登場人物
大島佐柳（おおしま さなぎ）
「映研編」に登場した、智浩が所属していた映画研究部の監督で、巨乳とつり目を持つ美女。尊大な口調で話す。本性は極悪な上に「ヤリマン」と称されるほど奔放で、智浩以外の男子部員ほとんどと関係を持っていた。すでにDEAD Tubeに足を踏み入れており、他の部員達と共謀して智浩を陥れて作品を作ろうとしたが、智浩にトリックを見抜かれ舞に殺される。智浩曰く、映画監督としての才能はないらしい。
ジョージ・L（ジョージ・エル）
「15秒動画編」に登場した壮年男性。智浩のファンを自称し、彼に自分が望む残虐な映像を撮らせるために活躍。教員として花菜の通う中学に赴任して言葉巧みに生徒達をDEAD Tubeに引き込み、チーム凶煉座を金で引き入れて中学校を惨劇の場と化す。出所は不明ながら莫大な資産を持つ模様で、10億円の報奨金を提示していた。「バルス婦人」が彼を評して曰く「金払いはいいが変人すぎ、キモい」。凶煉座が全滅した後、智浩と生き残った生徒たちにより葬られる。
サイ
ジョージ・Lの秘書。スーツを着た美女。真面目な性格だが、「15秒動画編」の後半ではジョージ・Lの陰茎を噛んでいたことから裏ではかなりの変態とされる。彼を7回射精させた後は、車を回そうとするも周りの警備が全員殺されていることに衝撃を受けている間に首を斬られ死亡した。なお、当初はスーツにズボンを履いていたが、後半ではスカートを着用していため下着が丸見えの状態で彼を興奮させていた。
チーム凶煉座（チームきれんざ）
「15秒動画編」に登場した「プロデッドチューバー」を名乗る女性達のグループ。本名は不明で、ハンドルネームと思しき名を名乗りいずれも殺人を平然と行う常軌を逸した精神と並外れた身体能力を持つ。スカジャンで顔に傷がある「ゲス川乙女」、褐色肌で筋肉質でマイクロビキニスタイルの「榊原G」、貴婦人のようないでたちの「バルス婦人」、巨体の「DX48」、セーラー服姿で刀を使う「まっちょん」の5名からなる。
ジョージ・Lに雇われて花菜の通う中学校の生徒や教員を倒した。「DX48」は金子銀に、「まっちょん」は舞に逆襲されて倒されるが、残った3人が花菜を倒した。怒った智浩の指揮により残り3人も倒された。
バルス婦人
ヨーロッパ風のドレスを着た美女。性格は残忍極まりない外道。後半では攻撃を回避した瞬間ガーターベルトを身につけた姿を披露する。中学校の生徒を人質にして多数殺害するも、最期は真っ二つにされ死亡した。
金子銀（かねこ ぎん）
花菜の同級生の男子で、中学生ながら体格が大きく腕っ節も強い。花菜に惚れており彼女を助けようと奔走していたが果たせず、「榊原G」と相討ちの形で死亡。
ジャスティスメン
18歳の筋肉質な少年。「正義を実行する」ことに憧れていたが現実の平和な世界で満たされないことに不満を抱き、コスチュームをまとって自分が「悪」と決めつけた対象の人物を殺害していく。
有村天
ジャスティスメンと行動を共にする女性で、彼と関係を持っている。
マジメ係長
人気のデッドチューバーだが、殺人などは行わず公のゴシップネタの論評が主な活動。当初は自分を陥れるためにやってきたサキと相思相愛になってしまう。

## 用語
DEAD Tube（デッドチューブ）
主催者、バックボーンともに謎に包まれた動画投稿サイト。期間毎にテーマが与えられ、それに沿って動画投稿を行い、視聴数の最も多い者に桁違いの賞金が与えられる。しかし一番視聴数が少なかった参加者はその期間のほかの参加者の経費と罪を全て背負わなければならないというペナルティがあり、「大金を手にするか人生が破滅するか」のハイリスクハイリターンを伴う。ペナルティを負うことになった参加者が死亡した場合も、遺族に取り立てが行われる。このため参加者は勝つためならばどんな過激な映像を撮ることも厭わず、殺人や性犯罪にも手を染めていったり、凄惨な自殺を遂げる者もいる。
テーマによってはペナルティがない場合もあるが、その場合も参加者の生命に危険がおよびかねない課題が与えられ、時には強制参加イベントも開催される。
動画にはニコニコ動画のようなコメントが投稿できる仕様になっている。「Dツベ君」という、サイトの使い方やゲームのルールを説明するキャラクターがいる。一定期間の過ぎた動画はVIP会員のみが閲覧出来る。
デッドチューバー
Dead Tubeのユーザー。「プロ」と呼ばれている者達もおり、チームを組んで行動することもある。金のためには手段も選ばない。
業得学園（ぎょうとくがくえん）
主要人物達が通う学校。かなりの生徒がDEAD Tubeに参加している模様。

## 書誌情報
- 山口ミコト（原作） / 北河トウタ（作画） 『DEAD Tube 〜デッドチューブ〜』 秋田書店〈チャンピオンREDコミックス〉、既刊26巻（2025年5月20日現在）
  1. 2015年1月20日発売[5]、ISBN 978-4-253-23711-6
  2. 2015年7月17日発売[6]、ISBN 978-4-253-23712-3
  3. 2016年1月20日発売[7]、ISBN 978-4-253-23713-0
  4. 2016年4月20日発売[8]、ISBN 978-4-253-23714-7
  5. 2016年7月20日発売[9]、ISBN 978-4-253-23715-4
  6. 2016年11月18日発売[10]、ISBN 978-4-253-23716-1
  7. 2017年3月17日発売[11]、ISBN 978-4-253-23717-8
  8. 2017年9月20日発売[12]、ISBN 978-4-253-23718-5
  9. 2018年2月20日発売[13]、ISBN 978-4-253-23719-2
  10. 2018年7月20日発売[14]、ISBN 978-4-253-23720-8
  11. 2018年12月20日発売[15]、ISBN 978-4-253-23736-9
  12. 2019年5月20日発売[16]、ISBN 978-4-253-23737-6
  13. 2019年10月18日発売[17]、ISBN 978-4-253-23738-3
  14. 2020年3月19日発売[18]、ISBN 978-4-253-23739-0
  15. 2020年8月20日発売[19]、ISBN 978-4-253-23740-6
  16. 2021年1月20日発売[20]、ISBN 978-4-253-23742-0
  17. 2021年6月18日発売[21]、ISBN 978-4-253-23745-1
  18. 2021年11月18日発売[22]、ISBN 978-4-253-23755-0
  19. 2022年4月20日発売[23]、ISBN 978-4-253-23759-8
  20. 2022年9月20日発売[24]、ISBN 978-4-253-23760-4
  21. 2023年2月20日発売[25]、ISBN 978-4-253-32161-7
  22. 2023年8月18日発売[26]、ISBN 978-4-253-32162-4
  23. 2024年1月18日発売[27]、ISBN 978-4-253-32163-1
  24. 2024年6月19日発売[28]、ISBN 978-4-253-32164-8
  25. 2024年12月19日発売[29]、ISBN 978-4-253-32165-5
  26. 2025年5月20日発売[30]、ISBN 978-4-253-32166-2